# Auguste Houzeau de Lehaie
Pour les articles homonymes, voir Houzeau.
Auguste Houzeau de Lehaie, né le 28 juillet 1832 à Mons et y décédé le 20 mai 1922 , est un homme politique libéral puis socialiste belge. Il fut enseignant à l′École minière du Hainaut.

## Biographie
Auguste Houzeau de Lehaie, père de Jean Houzeau de Lehaie est très influencé par son frère aîné, Jean-Charles.

### Vie politique
Auguste Houzeau de Lehaie est un homme politique, d'abord bourgmestre de la commune d'Hyon de 1867 à 1878, puis conseiller communal et échevin de l'instruction publique de Mons de 1879 à 1884, également conseiller provincial de la province de Hainaut. Il devient député en 1882 puis sénateur en 1897 (Inst. roy. colon. belge 1952, p. 458).
Membre de l'Union interparlementaire, il rejoint en 1894 la commission composée de six membres chargée de rédiger un projet de Cour permanente d'arbitrage. Il en présente le plan en 1895, lors de la conférence internationale tenue à Bruxelles (Union interparlementaire 1939, p. 46). Quatre ans plus tard, elle était créée à La Haye. De 1912 à 1920, il est l'un des cinq membres du comité exécutif de cette Union interparlementaire, présidé par le Lord Weardale (Union interparlementaire 1939, p. 378).
En 1904, Auguste Houzeau de Lehaie propose au jury du prix Nobel de la paix : Bertha von Suttner et Fredrik Bajer. Au cas où le prix serait accordé à une institution, il a proposé que soit nommé soit le Bureau international permanent de la paix soit l'Union interparlementaire. En 1905, Bertha von Suttner obtient le prix tandis que Fredrik Bajer le partage en 1908 avec le journaliste et avocat Klas Pontus Arnoldson. En 1910, le jury attribue le prix au Bureau permanent pour la paix internationale.

### Carrière scientifique
Il est professeur d'économie politique, géographique et industrielle à l'École des mines de Mons. En 1876, il est l'un des membres fondateurs de la Société royale belge de géographie. Membre du comité central, il en devient le vice-président puis enfin le président de 1897 à 1903.
En 1867, il contribue à des découvertes géologiques et archéologiques à Spiennes avec Alphonse Briart et François-Léopold Cornet (Briart, Cornet et Houzeau de Lehaie 1867). Il publie cinq ans plus tard un Manuel élémentaire de géographie physique.

### Autres activités
Il est le fondateur de la banque montoise « Union du Crédit » qui fait des prêts avantageux aux commerçants rencontrant des difficultés financières mais « honnêtes ». C'est aussi un travailleur acharné, conférencier dont la culture est universelle, grand maître du Grand Orient de Belgique et bibliophile. Latiniste et helléniste, il parle couramment l'anglais et l'allemand. Il s’intéresse à la botanique, la géologie, l’anthropologie préhistorique, la géographie physique, la physique du globe.
Il s'est toujours intéressé à la botanique. C'est un jardinier émérite à tel point qu'en 1910, il figure en première page de couverture d'un périodique Pourquoi pas ? avec une fleur en main ! L'événement a tellement marqué l'histoire de la gazette que dans son numéro spécial-souvenir 75e anniversaire la fameuse caricature est à nouveau reproduite en page un de couverture et sur une petite boîte d'allumettes.

« M. Auguste Houzeau de Lehaie à la une de Pourquoi pas ?
Extrait de la chronique des « Trois Mousquetaires » du 1er septembre 1910
Ayant été voir M. Clemenceau, l'ayant considéré de près, notre confrère Jean Bar, de la Dernière Heure s'exclama : « Il ressemble à M. Houzeau de Lehaie », et, en effet, il y a de ça.
Quand notre ami Ochs se campa devant M. Houzeau de Lehaie, crayon en main, avec l'intention de le croquer, sa victime lui dit : « N'oubliez: pas les trois cheveux de Bismarck » Regardez: donc le crâne M. Houzeau de Lehaie : les trois cheveux y sont.[…]
Monsieur Houzeau apparaît dans l'agreste décor de son ermitage au fond d’une lourde avenue de marronniers, dans la banlieue de Mons, parmi les bambous et les orchidées. Il a des bambous, de quoi bâtir douze cabanes – pas même toutes petites à Lakmé. C'est, d'ailleurs, son fils, M. Jean Houzeau de Lehaie, qui a introduit le bambou en Belgique, il est le Parmentier du bambou et cultive le bambou pour… le Congo. Notre parole ? Nous ne publions pas ici des études approfondies sur les grands hommes ; non, simplement, nous fixons des silhouettes de contemporains, c’est pourquoi on nous fera grâce d’une notice bio-bibliographique, consciencieuse et documentée sur M. Houzeau de Lehaie, savant, voyageur, érudit, écrivain, orateur. Nous aurions préféré, après avoir indiqué le jardinier, signalé le banquier, crayonné le sénateur, photographier le bicycliste – mais il a tout récemment remisé sa bécane, encore qu’il fût capable d’abattre des records, étant resté depuis très longtemps très jeune. Parmi, donc, les redingotes du Congrès interparlementaire, cherchez celle du secrétaire. Elle n’est plus tout à fait de notre temps, représentant le travail consciencieux, persistant, la tâche quotidienne, le devoir, la marche constante vers un idéal raisonnable une fois pour toutes arrêté. M. Houzeau porte avec dignité le nom que son frère a illustré et que commémorent dans une rue de Mons un obélisque et un baromètre . Et nous signalons un fait à M. Arouet de Voltaire, qui, peut-être, de là-haut, ricane en nous regardant, M. de Voltaire a écrit tout un roman sur l'impossibilité qu'il y a à courir le monde et à cultiver en même temps son jardin. M. Houzeau de Lehaie cultive parfaitement son jardin dans son ermitage, et cela ne l'empêche pas d’être interparlementaire, c’est-à-dire mondial. »

## Publications
- Alphonse Briart, François-Léopold Cornet et Auguste Houzeau de Lehaie, « Rapport sur les découvertes géologiques et archéologiques faites à Spiennes en 1867 », SSALH, vol. III, no 2,‎ 1867, p. 38